# 밀턴선
밀턴선(Milton Line)은 캐나다 온타리오주의 광역 토론토 지역을 실어나르는 통근 열차 체계인 GO 트랜싯의 7개 노선 중 하나로, 토론토의 유니언 역부터 밀턴까지 이어진다. 2018년 4월 기준 밀턴 선 열차는 평일 아침 러시 아워에 토론토 방면 열차를 10회, 오후 러시 아워에 밀턴 방면 열차를 10회 운행한다. 모든 열차는 각 역에 완행 정차하며 밀턴 선 연선을 따라 다양한 버스 노선이 연계되어있다. 2014년 기준 밀턴 선의 하루 평균 승객 수는 3만 명으로 레이크쇼어 웨스트 선과 레이크쇼어 이스트 선에 이어 GO 트랜싯에서 세 번째로 가장 바쁜 노선이다.
GO 트랜싯의 밀턴 선은 캐나다 태평양 철도 선로를 따라 운행하는 유일한 통근 열차 노선인 관계로 캐나다 내셔널 철도에서 파업을 하더라도 밀턴 선은 정상 운행하는 경우가 있다. 이 노선은 또한 레이크쇼어 연선에 이어 양방향 상시 운행이 이루어진 노선이기도 하고 GO 트랜싯이 레이크쇼어 선을 제외하고 수송력을 늘리는 데 투자를 많이 한 노선이기도 하고, 조지타운 선이 키치너로 연장되기 전에 워털루 지역에 처음으로 다다를 뻔한 노선이기도 하다.

## 역사

### 초기 역사
밀턴 선에 처음으로 통근 열차가 운행을 시작한 건 1981년 10월 25일로, 레이크쇼어 선, 조지타운, 리치먼드힐 선에 이어서 네 번째로 개통한 통근 열차 노선이 되었다. 레이크쇼어와 조지타운 선과는 달리 밀턴 선은 대체한 여객 열차 노선이 없었다. 캐나다 태평양 철도가 이 노선을 통해 토론토의 유니언 역과 노스토론토 역에서 런던, 골트, 오렌지빌까지 운행을 한 적은 있지만 이 연선의 여객 운송은 한참 전에 중단되었다.
하지만 주 정부는 필과 홀턴 지역이 급격하게 팽창하면서 고속도로에 부담이 늘어나 밀턴 선의 운행 필요성을 강력하게 제기하였다. 뿐만 아니라 GO 트랜싯의 설립 목적은 토론토 지역의 주 고속도로에 몰려드는 교통량을 해소하기 위함이였는데 레이크쇼어 선은 토론토 서쪽의 퀸 엘리자베스 웨이와 동쪽의 401번 고속도로를 따라 나란히 달렸다. 하지만 미시소가 북쪽 교외 지역이 급격히 팽창하면서 토론토 서쪽의 401번 고속도로에 수요가 급격하게 늘어났다. CP 선로는 GO 트랜싯이 메도우베일과 밀턴까지 통근 열차를 운행하여 401번 고속도로의 교통량을 분산시킬 수 있는 최적의 노선이였으며 미시소가에서 평일 러시 아워에 레이크쇼어 선 열차로 갈아타기 위해 남쪽으로 가는 승객들을 분산시킬 수 있는 노선이기도 하였다.

### 열차 증편 및 서비스 확장
밀턴 선은 개통 당시 평일 러시 아워에 토론토 방면 3회, 밀턴 방면 3회로 운행을 시작하였고 키플링, 딕시, 쿡스빌, 에린데일, 스트리트빌, 밀턴 역에 전역 정차하였다. 키플링 역은 토론토 지하철 블루어-댄포스 선으로 환승이 가능하였고 토론토에서 광역 토론토 서부 지역으로 출퇴근하는 승객들의 선택의 여지가 더 늘어나게 되었다. 각 역은 승객 수를 늘리기 위해 널찍한 환승 주차장을 마련하였다. 개통 이후 통근 열차 노선의 호응이 좋아 1989년 7월 9일에 GO 트랜싯은 토론토와 밀턴 방면 열차를 각각 2회씩 늘렸다.
1990년 10월 29일에는 밀턴 선 열차가 양방향 상시 운행하였고 이에 따라 레이크쇼어 선에 이어서 두 번째로 양방향 상시 운행을 하게 되는 노선으로 자리잡았다. 이는 GO 트랜싯의 레이크쇼어 연선의 승객을 분산시키고자 하기 위함이였고 밀턴 선 낮 시간대 열차 대부분은 유니언에서 에린데일 역까지 운행하였으며 스트리츠빌, 메도우베일, 밀턴 역까지는 버스로 운행하였다. 유니언 역을 처음 출발하는 열차는 8시 30분, 에린데일 역을 출발하는 평상시 열차는 오후 러시 아워 직전에 출발하였다.
하지만 1996년 1월 8일, 온타리오 주는 예산 감축을 감행해 낮 시간대에 운행하는 에린데일 행 열차의 운행을 중단시켰고 이는 버스로 대체되었다.
예산 감축에도 불구하고 승객은 점점 늘어만 갔고 교외 지역 발전은 북쪽과 서쪽으로 점점 퍼져나갔다. 이에 따라 401번 고속도로의 교통량은 가중되었다. 2002년에는 6번째 밀턴 선 열차가 운행을 시작하였고 2009년 6월에는 7번째, 2012년 6월에는 8번째 열차가 운행을 시작하였다. 2007년 9월 4일에는 리스가 역이 미시소가 북서쪽의 아르헨티나 로드에 메도우베일과 밀턴 역 사이에 개통하여 미시소가와 브램턴 교통국의 버스로 갈아탈 수 있게 되었다. 2015년 1월 5일에는 9번째 열차가, 2016년 5월 25일에는 온타리오 주 예산에 10번째 열차가 운행을 시작하였다.

### 워털루 버스 운행
밀턴 선 버스가 2009년 10월부터 케임브릿지, 키치너, 워털루까지 운행을 시작하였다. 이 버스는 워털루의 워털루 대학교와 윌프리드 로리에 대학교, 키치너의 찰스 스트리트 교통 터미널, 케임브릿지의 스마트센터 쇼핑 센터에서 미시소가의 스퀘어 원 버스 터미널까지 운행하고 몇몇 버스는 밀턴 역에서 통근 열차와 연계되기도 하였다.
워털루 지방자치구는 밀턴 선에 1억 1천만 달러를 투자하면 2012년까지 케임브릿지로 연장이 가능하다는 보고서를 발표하였으나 환경 영향 평가가 예산 감축으로 진행되지 못했다.
한편 2016년 9월 6일부터 GO 트랜싯은 평일 러시 아워에 밀턴 선 열차와 연계하여 케임브릿지와 밀턴을 연결하는 버스를 운행하기 시작하였다. 평일 아침 러시 아워에는 밀턴 역 방면 버스가 하루 4차례, 오후 러시 아워에는 케임브릿지 방면 버스가 하루 6차례 출발한다.